# Авалон (Калифорнија)
Авалон (енгл. Avalon) град је у америчкој савезној држави Калифорнија. Највеће је насеље на острву Санта Каталина. По попису становништва из 2010. у њему је живело 3.728 становника.

## Демографија
Према попису становништва из 2010. у граду је живело 3.728 становника, што је 601 (19,2%) становника више него 2000. године.
|                   | 2010.          | 2000.          |
| Укупно            | 3 728 (100,0%) | 3 127 (100,0%) |
| Хиспаноамериканци | 2 079 (55,77%) | 1 437 (45,95%) |
| Белци             | 1 532 (41,09%) | 1 578 (50,46%) |
| Азијати           | 49 (1,314%)    | 19 (0,608%)    |
| Остали            | 48 (1,288%)    | 70 (2,239%)    |
| Афроамериканци    | 20 (0,536%)    | 23 (0,736%)    |